# Pietkowo Drugie
Pietkowo Drugie – wieś w Polsce położona w województwie podlaskim, w powiecie białostockim, w gminie Poświętne.
| SIMC    | Nazwa   | Rodzaj  |
| ------- | ------- | ------- |
| 0038712 | Ostrów  | kolonia |
| 0038729 | Stoczek | kolonia |

W latach 1975–1998 miejscowość administracyjnie należała do województwa białostockiego.
Wierni kościoła rzymskokatolickiego należą do parafii św. Anny w Pietkowie.